# 大阪每日新闻
《大阪每日新聞》（おおさかまいにちしんぶん）是日本的日报，是《每日新聞》在西日本地区的原称。通称。

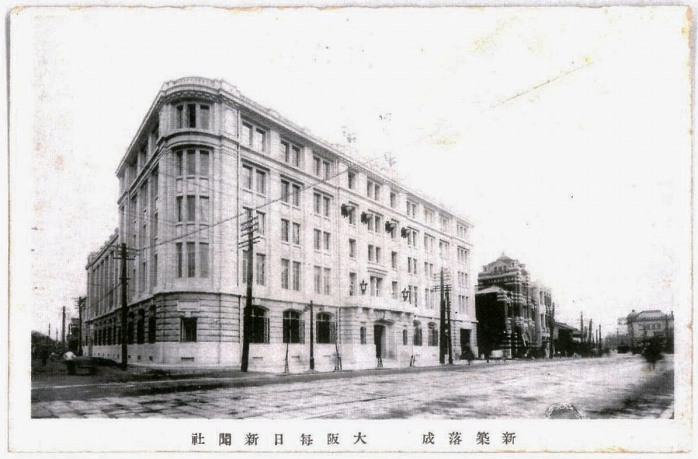
1922年（大正11年）时的大阪每日新聞社本社

## 历史
1876年2月20日，《大阪日报》创刊。1882年2月1日、因《大阪日報》遭到言论管制被迫休刊后，作为替代的《日本立憲政党新聞》創刊。日后每日新聞社的大阪本社・中部本社・西部本社发行的《每日新聞》，继承了从《日本立憲政党新聞》时期开始的号数。1885年9月1日，《日本立憲政党新聞》将名称改回《大阪日報》；1888年11月20日，《大阪日報》被兼松房治郎收购，随后改名为《大阪每日新聞》。
随后，主论调趋近于平稳中道。1897年，在就任社长的本山彥一和原敬指導下，内容平易近人，并积极充实家庭版和海外通讯，发行份数进一步增加。1943年1月1日，和同系的《東京日日新聞》一同改名为《每日新聞》（编辑部也转移到东京），形成了今天的局面。